# 복 (의식)
복(復)은 조선왕조실록 세종실록 부록 오례의 하나인 흉례의식 중 하나이다. 임금이 죽으면 내시가 임금이 평상시에 입던 웃옷을 왼쪽어깨에 매고 동쪽 처마로 올라가 지붕 한 가운데서 왼손으로 웃옷 위를 잡고 오른손으론 웃옷의 허리부분을 잡고서 북향을 향해 "상위복(上位復)" 이라고 세 번 부르며 이를 마치면 올라갔던 내시는, 웃옷을 앞으로 던지는데 내시가 이를 함(函)으로서 받아 임금(대행왕:大行王)의 위에 덮는다. 만약 중전이 죽었을 때는 처마에 올라 중궁복(中宮復)이라 세 번 부르고 의복을 담당하던 궁녀인 상복(尙服)이 받아 중전의 시신 위에 덮었다.
- 여기서 함(函) 이라 함은 죽은사람을 덮어주는 것을 말한다.

## 같이 보기
- 오례
- 흉례의식